# سيليا
سيليا (بالإيطالية:  Silea)‏ هي بلدية في مقاطعة تريفيزو، منطقة فنيتة بشمال شرق إيطاليا.
تقع على بعد 25 كيلومترًا (16 ميلًا) شمال البندقية، و4 كيلومترًا (2 ميلًا) شرق تريفيزو.